# Crocidium dichopticum
Crocidium dichopticum är en tvåvingeart som beskrevs av Hesse 1963. Crocidium dichopticum ingår i släktet Crocidium och familjen svävflugor. Inga underarter finns listade i Catalogue of Life.